# 유창 (안성사후)
유창(劉蒼, ? ~ 기원전 116년)은 전한 중기의 제후로, 장사정왕의 아들이다.

## 생애
원광 6년(기원전 128년), 안성후(安成侯)에 봉해졌다.
원정 원년(기원전 116년)에 죽으니 시호를 사(思)라 하였고, 작위는 아들 유자당이 이었다.

## 출전
- 사마천, 《사기》 권21 건원이래왕자후자연표
- 반고, 《한서》 권15상 왕자후표 上